# Untertilliach
Untertilliach település Ausztriában, Tirolban a Lienzi járásban található. Területe 36,3 km², lakosainak száma 245 fő, népsűrűsége pedig 6,7 fő/km² (2014. január 1-jén). A település 1235 méteres tengerszint feletti magasságban helyezkedik el.

## Fordítás
- Ez a szócikk részben vagy egészben  az   Untertilliach című angol Wikipédia-szócikk ezen változatának fordításán alapul.  Az eredeti cikk szerkesztőit annak laptörténete sorolja fel. Ez a jelzés csupán a megfogalmazás eredetét és a szerzői jogokat jelzi, nem szolgál a cikkben szereplő információk forrásmegjelöléseként.